# Голышманово
Голышма́ново — рабочий поселок (посёлок городского типа) в Тюменской области России. Административный центр Голышмановского района и одноимённого городского округа.
Относится как пгт к городским населённым пунктам на законодательном уровне, но Росстатом с 2009 года учитывается как сельский населённый пункт.

## География
Расположен на реке Катышке (бассейн Иртыша), в 190 км к юго-востоку от Тюмени и в 75 км к северо-западу от Ишима.

## История
Населённый пункт был основан в 1911 году в связи со строительством железной дороги Тюмень — Омск. Получил первоначальное название Катышка. С начала XX века в посёлке активно развивались мыловаренное, пимокатное, льняное, кондитерское, колбасное производства, ткачество, обработка кож, древесины и другие ремёсла.
11 июня 1948 года указом Президиума Верховного Совета РСФСР населённый пункт получил название Голышманово.

## Население
| 1959    | 1970    | 1979    | 2002    | 2009    | 2010    | 2012    | 2013    |
| ------- | ------- | ------- | ------- | ------- | ------- | ------- | ------- |
| 10 237  | ↗10 426 | ↗11 557 | ↗13 510 | ↗14 582 | ↘13 634 | ↗13 682 | ↗13 825 |
| 2014    | 2015    | 2016    | 2017    | 2018    | 2019    | 2021    |         |
| ↗13 983 | ↗14 123 | ↗14 264 | ↗14 336 | ↘14 285 | ↘14 120 | ↘13 037 |         |

Население посёлка учитывается как сельское.

## Экономика
- Мясокомбинат «Согласие», комбинат хлебопродуктов;
- филиал птицефабрики «Боровская»;
- комплекс полного цикла по выращиванию и переработке бройлеров компании ООО «РУСКОМ»;
- сельское хозяйство: пшеница, рожь, овёс, ячмень, кукуруза на силос, многолетние травы; разводят крупный рогатый скот, свиней, овец, коз, птицу;
- деревоперерабатывающая компания ООО «Рашфор».

## Средства массовой информации
- Радиоканал «На Голышмановской волне» (99.4 МГц).
- Телеканал ЛТР.
- Районная газета «Голышмановский вестник».
- Интернет-проект «Голышманово сегодня». Районная газета «Новости тюменской области»

## Транспорт
На территории посёлка расположена железнодорожная станция Голышманово Свердловской железной дороги. Вблизи северной окраины посёлка проходит автодорога Р402 (Тюмень — Омск).

## Известные уроженцы
- Бельский, Алексей Ильич (1914—1970) — Герой Советского Союза.
- Журавлёв, Александр Александрович (род. 1965) — российский военачальник, генерал-полковник, Герой России.